# David Foster Wallace
Pour les articles homonymes, voir Wallace.
David Foster Wallace, né le 21 février 1962 à Ithaca (État de New York) et mort le 12 septembre 2008 à Claremont (Californie), est un écrivain américain. Il est principalement reconnu pour son roman L'Infinie Comédie (1996). Il a également été professeur au Pomona College à Claremont, en Californie, de 2002 à 2008.

## Biographie
David Foster Wallace est né à Ithaca, dans l'État de New York, en 1962 et a grandi dans un petit village de l'Illinois ; son père, James D. Wallace (en), était professeur de philosophie à l'université de l'Illinois à Urbana-Champaign. David Foster Wallace raconte son adolescence dans l'Illinois dans Un truc soi-disant super auquel on ne me reprendra pas (A Supposedly Fun Thing I'll Never Do Again, 1997).
Il réussit de brillantes études au Amherst College dans l'État du Massachusetts. Elles sont couronnées en 1985 par une thèse de philosophie sur la logique modale et les mathématiques.
Après l'obtention d'un Master of Fine Arts (maîtrise des beaux-arts) en écriture créative (creative writing) de l'université de l'Arizona en 1987, il s'inscrit brièvement à la faculté de philosophie de l'université Harvard, mais renonce à poursuivre ses études et s'engage dans une carrière professorale à l'université de l'Illinois. En parallèle, il écrit ses premiers textes littéraires qu'il publiera dans différents magazines, dont The New Yorker, GQ, Harper's Magazine, Playboy, The Paris Review et Esquire. En 1991, il amorce l'écriture de son roman L'Infinie Comédie (Infinite Jest), qui ne sera publié qu'en 1996.
En 2002, il s'installe en Californie et enseigne au Pomona College de Claremont. Il épouse la peintre Karen L. Green en 2004 et poursuit avec succès ses activités d'écrivain, de journaliste et de professeur.
Il est hospitalisé à plusieurs reprises pour ses tendances suicidaires et doit suivre des cures de désintoxication à cause de ses addictions à la drogue et à l'alcool. Souffrant, selon son père, depuis plus de vingt ans d'un état dépressif qui s'était aggravé dans les derniers mois, il se suicide par pendaison le 12 septembre 2008 à l'âge de 46 ans. 

## Thèmes de l'œuvre
David Foster Wallace a écrit des textes de fiction marqués par l'ironie, l'humour et la volonté de rompre la linéarité narrative, par exemple par l'emploi de fréquentes notes de bas de page, en mêlant abréviations et mots anciens, ce qui donne à sa prose un aspect que certains ont qualifié de « labyrinthique ». Le thème dominant de ses œuvres est l'évocation d'un monde malade, violent et désorienté. 
Dans ses œuvres non fictionnelles et journalistiques, il s'intéresse à de nombreux domaines comme les médias modernes, l'actualité politique et l'Amérique en guerre contre le terrorisme, mais aussi le rap, le tennis, etc.
Son roman Infinite Jest (1996), traduit en français en 2015 sous le titre L'Infinie Comédie, est considéré par certains comme un chef-d'œuvre de la littérature de langue anglaise et, par d'autres, comme un ouvrage difficile et inclassable qui pourra rebuter des lecteurs avertis.
Plusieurs de ses romans et recueils de nouvelles sont également traduits en français, dont La Fonction du balai (The Broom of the System, 1987), La Fille aux cheveux étranges (Girl with Curious Hair, 1987), Brefs entretiens avec des hommes hideux (Brief Interviews with Hideous Men, 1999). Sont également traduits les essais C'est de l'eau (This Is Water: Some Thoughts, Delivered on a Significant Occasion, about Living a Compassionate Life, 2009) et Un truc soi-disant super auquel on ne me reprendra pas aux éditions Au diable vauvert, ainsi que Tout et plus encore aux éditions Ollendorff & Desseins. 
En 2011, The Pale King, roman inachevé, paraît pour la première fois aux États-Unis. La succession de Foster Wallace a confié le mandat d'éditer le texte à un ami de l'écrivain, Michael Pietsch. Il est traduit l'année suivante en français sous le titre Le Roi pâle.

## Œuvre

### Romans
- 1987 : The Broom of the System La Fonction du balai (en), traduit par Charles Recoursé, Vauvert, Éditions Au diable vauvert, 2009  (ISBN 978-2-84626-205-7) ; réédition, Paris, J'ai lu no 10797, 2014  (ISBN 978-2-290-09483-9)
- 1996 : Infinite Jest L'Infinie Comédie, traduit par Francis Kerline (notes de fin d'ouvrage traduites par Charles Recoursé), Paris, Éditions de l'Olivier, coll. « Littérature étrangère », 2015  (ISBN 978-2-87929-982-2) ; réédition, Paris, Éditions de l'Olivier, coll. « Replay », 2017  (ISBN 978-2-8236-1210-3)
- 2011 : The Pale King, posthume et inachevé Le Roi pâle, traduit par Charles Recoursé, Vauvert, Éditions Au diable vauvert, 2012  (ISBN 978-2-84-626-432-7) ; réédition, Paris, J'ai lu no 11206, 2015  (ISBN 978-2-290-09729-8)
- 2022 : Something to Do with Paying Attention, novella extraite du Roi pâle[8]Something to Do with Paying Attention (en), pas de titre français

### Recueil de nouvelles
- 1989 : Girl with Curious Hair La Fille aux cheveux étranges, traduit par Charles Recoursé, Vauvert, Au diable vauvert, 2010  (ISBN 978-2-84626-239-2) ; réédition, Paris, J'ai lu no 11512, 2016  (ISBN 978-2-290-09728-1). Ce recueil comprend :
  - Petits animaux inexpressifs
  - Par chance l'expert-comptable pratiquait la réanimation cardio-pulmonaire
  - La Fille aux cheveux étranges
  - Lyndon
  - John Billy
  - Ici et là-bas
  - Mon image
  - Dire jamais
  - Tout est vert
  - Vers l'ouest fait route la trajectoire de l'empire

Deux de ces nouvelles, Ici et là-bas et La Fille aux cheveux étranges, ont fait l’objet d’une édition à part sous le titre Ici et là-bas, Paris, J'ai lu no 10815, 2014  (ISBN 978-2-290-09843-1). 
Petits animaux inexpressifs figure également dans Le Sujet dépressif, suivi de Petits animaux inexpressifs, Vauvert, Éditions Au diable vauvert, 2015  (ISBN 978-2-84626-923-0).
- 1999 : Brief Interviews with Hideous Men Brefs entretiens avec des hommes hideux, traduit par Julie Etienne et Jean-René Etienne, Vauvert, Éditions Au diable vauvert, 2005  (ISBN 2-84626-088-5) ; réédition sous le titre Brefs Entretiens, Paris, J'ai lu no 10816, 2014  (ISBN 978-2-290-09844-8) ; réédition sous le titre Brefs entretiens avec des hommes hideux, Paris, J'ai lu no 11371, 2016  (ISBN 978-2-290-09833-2). Ce recueil comprend :
  - Une histoire ultra-condensée de l'ère postindustrielle
  - Mourir n'est pas finir
  - Au-dessus à jamais
  - Brefs entretiens avec des hommes hideux
  - Autre exemple de la porosité de certaines frontières (XI)
  - Le Sujet dépressif
  - Le Diable est un homme très pris
  - Penser
  - Non que ça veuille rien dire
  - Brefs entretiens avec des hommes hideux
  - Datum Centurio
  - Octet
  - Adult World (I)
  - Adult World (II)
  - Le Diable est un homme très pris
  - Eglise, toi que nulle main d'homme n'a bâtie
  - Autre exemple de la porosité de certaines frontières (VI)
  - Brefs entretiens avec des hommes hideux
  - Tri-Stan : J'ai cédé Sissee Nar à Ecko
  - Sur son lit de mort, serrant votre main dans la sienne, le père du jeune dramaturge, la nouvelle coqueluche off-Broadway, vous supplie de lui faire une fleur
  - Du suicide envisagé comme offrande
  - Brefs entretiens avec des hommes hideux
  - Autre exemple de la porosité de certaines frontières (XXIV)

Quatre de ces nouvelles ont fait l’objet d’une édition à part sous le titre Brefs entretiens, J'ai lu, 2014.
Le Sujet dépressif figure également dans Le Sujet dépressif, suivi de Petits animaux inexpressifs, Au diable vauvert, 2015.
- 2004 : Oblivion : Stories L'Oubli, traduit par Charles Recoursé, Paris, Éditions de l'Olivier, coll. « Littérature étrangère », 2016  (ISBN 9782879299839) ; réédition , Paris, Éditions Points, coll. « Points. Signature » no P5103, 2019  (ISBN 978-2-7578-7712-8). Ce recueil comprend :
  - Mister Squishy
  - L’Âme n'est pas une forge
  - Incarnations d'enfants brûlés
  - Un autre pionnier
  - Ce cher vieux néon
  - La Philosophie et le Miroir de la nature
  - L'Oubli
  - The Suffering Channel

De ce recueil, la nouvelle intitulée La Philosophie et le miroir de la nature est disponible dans une autre traduction : Encore un exemple de la porosité de certaines limites, dans McSweeney's - Nouvelles américaines (Volume 1) (The Best of McSweeney's volume 1), traduit par Pierre Charras, Paris, Gallimard, coll. « Du monde entier », 2006 ; réédition sous le titre Des nouvelles de McSweeney's - Récits américains, Paris, Gallimard, coll. « Folio » no 4807, 2008  (ISBN 978-2-07-035935-6).

### Essais
- 1990 : Signifying Rappers : Rap and Race in the Urban Present (co-écrit avec Mark Costello) Rappeurs de sens, traduit par Diniz Galhos, Vauvert, Éditions Au diable vauvert, 2016  (ISBN 979-10-307-0086-2)
- 1997 : A Supposedly Fun Thing I'll Never Do Again Un truc soi-disant super auquel on ne me reprendra pas, traduit par Julie Etienne et Jean-René Etienne, Vauvert, Au diable vauvert, 2005  (ISBN 2-84626-089-3) ; réédition, Paris, J'ai lu no 11799, 2018  (ISBN 978-2-290-09730-4). Ce recueil comprend :
  - Revers et dérivées à Tornado Alley
  - Unibus Pluram, la télévision et la littérature américaine
  - Partir loin d'être d'ores et déjà très loin de tout
  - Même pas mort
  - David Lynch ou la tête sur les épaules
  - De Michael Joyce, tennisman de son état, et de son génie professionnel envisagé comme paradigme de deux ou trois trucs sur le choix, la liberté, la finitude, la joie, le grotesque et l'accomplissement humain
  - Un truc soi-disant super auquel on ne me reprendra pas

Deux livres de David Foster Wallace, publiés à titre posthume aux États-Unis, restent à traduire : Fate, Time, and Language - An Essay on Free Will (2011) et Both Flesh and Not (2012).

### Cinéma
- Le recueil de nouvelles Brief Interviews with Hideous Men est adapté au cinéma par John Krasinski en 2009.
- Un film biographique, The End of the Tour, avec Jesse Eisenberg et Ron Livingston, sort en 2015.